# Circumstella biconcave
Circumstella biconcave is een slakkensoort uit de familie van de Liotiidae. De wetenschappelijke naam van de soort is voor het eerst geldig gepubliceerd in 1996 door Feng.